# ويليام د. ميتز
ويليام د. ميتز (بالإنجليزية: William D. Metz)‏ هو مؤرخ أمريكي، ولد في 13 يونيو 1914 في بوفالو في الولايات المتحدة، وتوفي في 11 فبراير 2013 في كينغستون في الولايات المتحدة.